# Online-Scheidung
Online-Scheidung oder Internet-Scheidung ist eine Bezeichnung für eine Scheidung, bei der die Korrespondenz zwischen Antragsteller (Mandant) und seinem Verfahrensbevollmächtigten (Rechtsanwalt) online erledigt wird (per Online-Formular bzw. E-Mail). Persönliche Anwaltsbesuche werden dadurch weitgehend überflüssig. Das Scheidungsverfahren beim Familiengericht, welches mit dem Ausspruch der Scheidung endet, verläuft allerdings nicht online.

## Hintergrund
Angebote für Online-Scheidungen gibt es seit Anfang des Jahres 2000. Bis zum 31. Dezember 1999 galt das sogenannte Lokalitätsprinzip, das Anwälten die Durchführung von Scheidungen nur in ihrem eigenen Gerichtsbezirk erlaubte. 
Das erste bundesweite Online-Scheidungsantragsformular wurde Mitte 2001 auf einer Internetseite dargestellt. Bis Mitte des Jahrzehnts war es unter Juristen, Anwaltskammern und Gerichten sehr umstritten, ob solche Online-Rechtsdienste zulässig sind oder gegen das für Anwälte geltende Verbot der Werbung um den Einzelfall verstoßen. Nach höchstrichterlicher Klärung dieser Streitfrage nahm die Zahl der Anbieter von Online-Scheidungen stark zu.
Tatsächlich ist es so, dass eine Online-Scheidung im Sinne eines vollständigen Online-Verfahrens rechtlich nicht existiert. Vielmehr handelt es sich im Wesentlichen um die Nutzung zeitgemäßer Telekommunikationstechnologien (Internet, E-Mail), welche mittlerweile im Allgemeinen sowie in der Anwaltschaft im Besonderen weitgehend selbstverständlich geworden sind (z. B. E-Mail, Fax etc.). Insbesondere erfordert eine Scheidung das persönliche Erscheinen der Ehepartner vor Gericht. Zwar sind nach dem Gesetz Gerichtsverhandlungen per Video-Konferenz möglich, tatsächlich scheitern diese jedoch in aller Regel an der fehlenden technischen Ausrüstung der Gerichte. Allein die Kommunikation zwischen Mandant und Anwalt verläuft folglich online.
Die werbliche Verwendung des Begriffs Online-Scheidung ist nach Auffassung mancher Juristen wettbewerbsrechtlich bedenklich, insbesondere wenn mit zusätzlichen Begriffen wie „schnell“ oder „günstig“ geworben wird. Hier könnte der unzutreffende Eindruck erweckt werden, dass Gerichte online scheiden, was sie nicht tun. Mandanten laufen Gefahr, dass sie auf persönliche Beratung verzichten. Im Ergebnis stellt die Werbung ohne klarstellende Erläuterungen einen Verstoß gegen § 3 UWG dar.

## Ablauf
Eine Online-Scheidung beginnt mit dem Ausfüllen eines Formulars auf der Website eines Rechtsanwalts, der diese Möglichkeit anbietet. Alle notwendigen Unterlagen, Unterschriften, Urkunden (Heiratsurkunde) etc. werden im Folgenden per E-Mail, Post oder Fax ausgetauscht. Eventuell auftretende Fragen werden bevorzugt per E-Mail oder telefonisch mit dem Anwalt geklärt. Scheidungswillige (und v. a. der Anwalt) sparen dadurch oft Zeit und Geld. Am Ende des Scheidungsverfahrens steht – wie beim herkömmlichen Weg auch – der Scheidungstermin beim Familiengericht. Hier werden die Scheidung in Anwesenheit beider Ehegatten verhandelt und der Beschluss vom Gericht ausgesprochen.

## Anwendbarkeit
Eine Online-Scheidung kann insbesondere dann sinnvoll sein, wenn sich die Ehepartner über die Ehescheidung und den Versorgungsausgleich (die Teilung der beiderseits erworbenen Rentenansprüche, die vom Gericht im Rahmen des sogenannten Scheidungsverbunds geregelt wird) einig sind. Die Abwicklung ist dann meist unkompliziert und zügig. Auch wichtige Informationen lassen sich bereits im Vorfeld online übermitteln, wie z. B. die voraussichtlichen Scheidungskosten, die sich in der Regel am Einkommen der Beteiligten orientieren. Die Einschaltung lediglich eines Rechtsanwalts (die auf Seiten des Antragstellers mindestens erforderlich ist) ist grundsätzlich ausreichend. Der Einschaltung eines eigenen Anwaltes durch den Antragsgegner bedarf es aber in der Regel dann, wenn der Antragsgegner die Scheidung ablehnt oder eigene Anträge zum Versorgungsausgleich stellen will.

## Kosten
Ob eine Online-Scheidung billiger sein kann als eine herkömmliche Scheidung, ist umstritten. Das OLG Hamm hat entschieden, dass die Aussage „Scheidung online - spart Zeit, Nerven und Geld“ auf der Internetseite eines Anwalts zutreffend sein kann. Die Online-Beratung basiert auf Festpreisen pro Beratungsstunde. Die Bearbeitung der Scheidung erfolgt zwischen Mandanten und Anwalt per Schriftverkehr und Telefon. Dieses Modell eignet sich besonders für solche Scheidungen, die eine zügige und unkomplizierte Einigung erwarten lassen, die wenig Rückfragen erfordern. Bei komplizierten und langwierigen Scheidungen ist der Gang zum Anwalt noch immer die bessere Wahl. Obwohl Fahrtkosten zum Anwalt einberechnet werden müssen, ist das Honorar gesetzlich geregelt und richtet sich nach dem Streitwert der Scheidung. Demnach wird es nicht billiger, wenn man den Anwalt per Mail kontaktiert. Die potenzielle Kostenersparnis liegt allein in ersparten Fahrtkosten, wenn statt eines persönlichen Gesprächs zwischen Anwalt und Mandant Technologien der Datenfernübertragung (z. B. E-Mail) eingesetzt werden. Der Vorteil der sogenannten „Online-Scheidung“ erschöpft sich daher auch diesbezüglich in den Wesensmerkmalen moderner Telekommunikationstechnologien. Unberührt vom potenziellen Kostenvorteil durch die Nutzung moderner Kommunikationsmittel bleibt die Möglichkeit, Verfahrenskostenhilfe zu beantragen.
Ein Kostenvorteil besteht nicht, weil die Gebühren sowohl für die rechtsanwaltliche Vertretung als auch des Gerichts gesetzlich festgelegt sind. Festpreise sind nicht zulässig, jedenfalls nicht, solange sie die gesetzlichen Gebühren unterschreiten.

## Situation in der Schweiz
Nach Schweizer Recht können die Parteien eine Scheidung selbständig, das heisst ohne Anwälte durchführen. Bei gemeinsamem Gesuch mit kompletter Einigung ist einzig die Teilnahme beim Gerichtstermin zum Richterspruch obligatorisch, es findet also kein Prozess im eigentlichen Sinne statt. Dies reduziert auch die Gerichtskosten beträchtlich. Gerichtlich vereidigte Mediatoren arbeiten seit Langem nach diesem Prinzip. Neuerdings haben diese ihr Angebot auch digitalisiert, was nicht nur die Prozesse vereinfacht und beschleunigt, sondern auch die Kosten drastisch reduziert. Bei einer einvernehmlichen Scheidung kann es in vielen Fällen ausreichend sein, alle relevanten Angaben vollständig zu erfassen. Auf Grundlage dieser Informationen kann anschliessend ein Scheidungsbegehren erstellt werden, das bei Bedarf von einem fachkundigen Experten überprüft und finalisiert wird.